# Limnophora longiseta
Limnophora longiseta är en tvåvingeart som beskrevs av Fritz Isidore van Emden 1951. Limnophora longiseta ingår i släktet Limnophora och familjen husflugor.
Artens utbredningsområde är Uganda. Inga underarter finns listade i Catalogue of Life.